# Società Sportiva Turris Calcio
La Società Sportiva Turris Calcio es un club de fútbol de Italia, con sede en Torre del Greco, en la región de Campania. Fue fundado en 1944, y compite en la Serie D, cuarta categoría del fútbol italiano.

## Historia
Fundado en 1944 como Polisportiva Turris, a lo largo de su historia el club cuenta con una larga militancia en los campeonatos profesionales (entre Serie C, Serie C1 y Serie C2), desde 1970 hasta 2001. En 2020, después de casi dos décadas en los campeonatos amateurs, volvió a la Serie C tras finalizar primero en el grupo G de la Serie D.
En 2021 el equipo fue renombrado como Società Sportiva Turris Calcio, tras su llegada a la Serie C el equipo consiguió estabilizarse de manera deportiva en la Serie C, evitando el descenso de categoría entre 2020 y 2024. 
En la temporada 2024-25 el Turris entró en problemas financieros que hicieron que el equipo fuera sancionado, primero con la pérdida de 11 puntos, y finalmente con la exclusión del equipo de la Serie C.

## Uniforme
El color del club es el rojo coral, debido a la tradicional elaboración del coral en Torre del Greco.

## Estadio

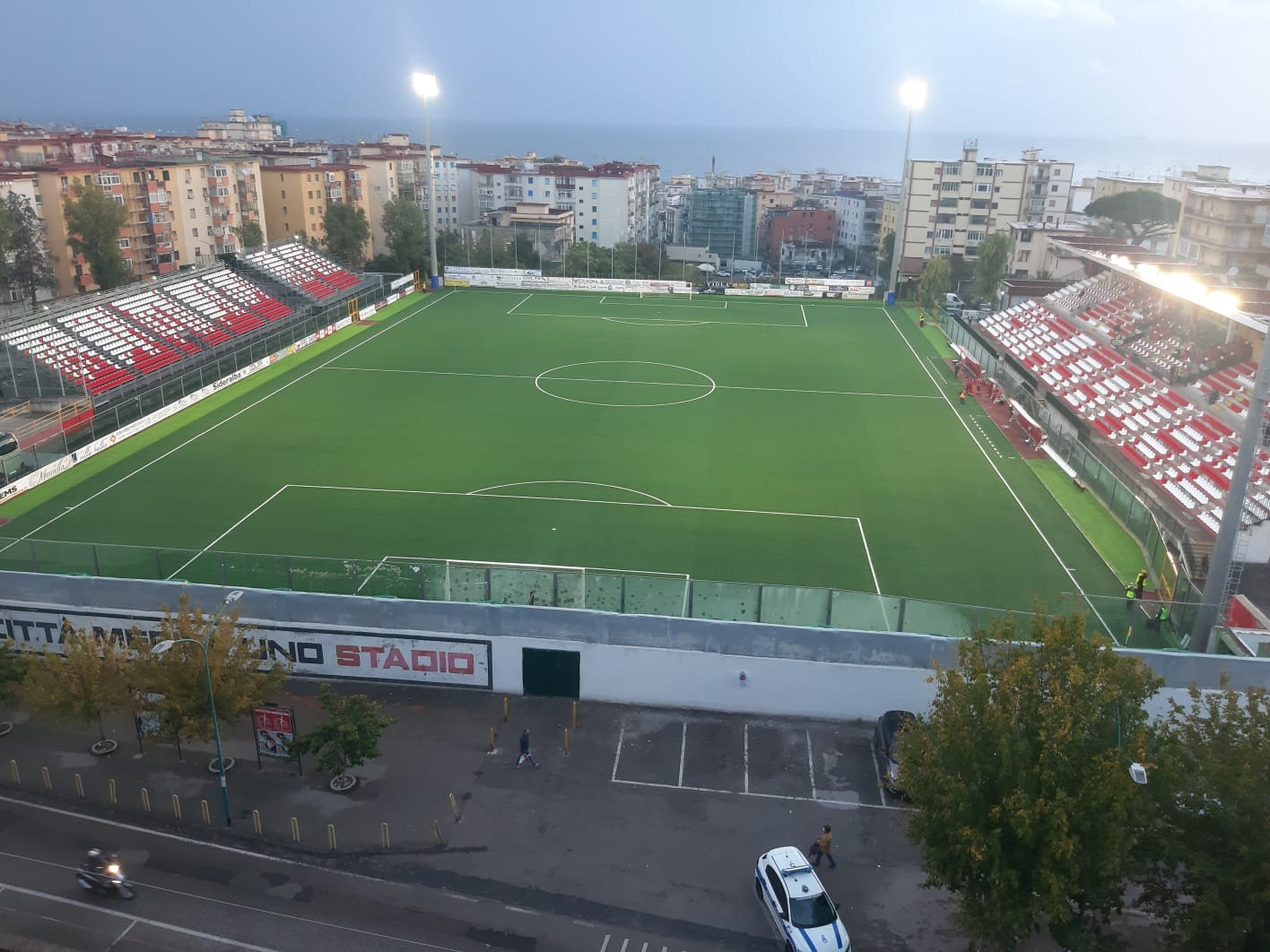
Estadio Amerigo Liguori.

El Turris juega en el Stadio Amerigo Liguori de Torre del Greco, con capacidad de 3.566 espectadores. Amerigo Liguori fue alcalde de Torre del Greco y primer presidente del Turris.

## Palmarés

### Torneos interregionales
- Serie D (2): 1970-71 (Grupo G), 2019-20 (Grupo G)
- Promozione (1): 1950-51 (Grupo M)
- Copa Italia de Serie D (1): 2012-13

### Torneos regionales
- Eccellenza Campania (1): 2014-15 (Grupo A)
- Prima Categoria Campania (2): 1960-61 (Grupo B), 1965-66 (Grupo B)
- Prima Divisione (1): 1945-46 (Grupo A)